# Nikolaus von Rakonitz
Nikolaus von Rakonitz (tschechisch Mikuláš Rakovník, auch Mikuláš z Rakovníka; lateinisch Nicolaus de Rakovnik; * um 1350; † 1390) war ein böhmischer Theologe und 1379/1380 Rektor der Prager Karlsuniversität. Zudem verfasste er mehrere theologische Schriften in lateinischer Sprache.

## Leben
Nikolaus, der vermutlich aus Rakonitz in Westböhmen stammte, studierte an der Karlsuniversität, wo er die akademischen Grade eines Magisters der freien Künste sowie des Baccalaureus in Theologie erwarb. 1379/80 bekleidete er das Amt des Rektors an der Karlsuniversität. In den Streitigkeiten um die Besetzung von Stellen am Collegium Carolinum unterstützte er gemeinsam mit Nikolaus von Leitomischl und Stephan von Kolin die Ansprüche der böhmischen Nation. Er war mit dem Erzbischof Johann von Jenstein befreundet, dessen Bemühungen um Einführung des Festes Mariä Heimsuchung er unterstützte.
Obwohl er von Jan Hus als „poeta prestantissimus“ bezeichnet wurde, haben sich aus seinem literarischen Nachlass vermutlich nur die „Lectura super Psalmos“ erhalten.